# Osaka Grand Prix 2009
Osaka Grand Prix 2009 – mityng lekkoatletyczny, który odbył się 9 maja w japońskiej Osace. Zawody zaliczane były do cyklu World Athletics Tour i posiadały rangę Grand Prix IAAF.

## Rezultaty

### Mężczyźni
| Konkurencja        | 1. miejsce        | 1. miejsce | 2. miejsce                  | 2. miejsce | 3. miejsce         | 3. miejsce |
| ------------------ | ----------------- | ---------- | --------------------------- | ---------- | ------------------ | ---------- |
| 100 m              | Naoki Tsukahara   | 10.13      | Rodney Martin               | 10.29      | Brian Dzingai      | 10.33      |
| 200 m              | Rodney Martin     | 20.30      | Shinji Takahira             | 20.31      | Brendan Christian  | 20.34      |
| 400 m              | Jeremy Wariner    | 44.69      | Yuzo Kanemaru               | 45.16      | Sean Wroe          | 45.32      |
| 800 m              | Lachlan Renshaw   | 1:47.38    | Jeffrey Riseley             | 1:47.59    | Ryan Gregson       | 1:47.94    |
| 110 m przez płotki | Shamar Sands      | 13.40      | Shi Dongpeng                | 13.48      | Ji Wei             | 13.51      |
| 400 m przez płotki | Kerron Clement    | 48.60      | Tristan Thomas              | 48.68      | Kenji Narisako     | 48.77      |
| Skok wzwyż         | Donald Thomas     | 2.28       | Tora Harris                 | 2.25       | Grzegorz Sposób    | 2.25       |
| Skok o tyczce      | Daichi Sawano     | 5.60       | Giovanni Lanaro Derek Miles | 5.60       |                    |            |
| Skok w dal         | Miguel Pate       | 8.06       | Trevell Quinley             | 8.02       | Naohiro Shinada    | 7.86       |
| Rzut oszczepem     | Yukifumi Murakami | 80.54      | Roman Awramenko             | 77.68      | Ken Arai           | 75.78      |
| Sztafeta 4 x 100   | Japonia           | 38.33      | Australia                   | 39.32      | Japonia - juniorzy | 39.61      |
| Sztafeta 4 x 400   | Japonia           | 3:04.50    | Chiny                       | 3:05.38    | Węgry              | 3:06.73    |

### Kobiety
| Konkurencja        | 1. miejsce       | 1. miejsce | 2. miejsce        | 2. miejsce | 3. miejsce       | 3. miejsce |
| ------------------ | ---------------- | ---------- | ----------------- | ---------- | ---------------- | ---------- |
| 100 m              | Sally McLellan   | 11.46      | Chisato Fukushima | 11.56      | Momoko Takahashi | 11.57      |
| 400 m              | Tamsyn Lewis     | 51.80      | Latosha Wallace   | 52.02      | Asami Tanno      | 52.10      |
| 1500 m             | Nikki Hamblin    | 4:10.30    | Mika Yoshikawa    | 4:10.79    | Kaila McKnight   | 4:11.47    |
| 400 m przez płotki | Sheena Tosta     | 54.64      | Tiffany Williams  | 55.62      | Tasha Danvers    | 56.44      |
| Skok w dal         | Brianna Glenn    | 6.65       | Hyleas Fountain   | 6.51       | Kumiko Imura     | 6.49       |
| Rzut młotem        | Marina Marghieva | 68.14      | Zalina Marghieva  | 67.55      | Masumi Aya       | 62.36      |
| Rzut oszczepem     | Kimberley Mickle | 62.65      | Wira Rebryk       | 62.26      | Kim Kreiner      | 56.83      |
| Sztafeta 4 x 100   | Japonia          | 43.58      | Australia         | 43.95      | Chiny            | 44.37      |
| Sztafeta 4 x 400   | Australia        | 3:28.97    | Chiny             | 3:32.00    | Japonia          | 3:32.74    |